# Mahāprajñāpāramitā Sūtra
Mahāprajñāpāramitā Sūtra (MPPS) (Prajñāpāramitā प्रज्ञा पारमिता chiń. (da) bore boluomiduo jing (大) 般若波羅蜜多 lub 般若波罗蜜多; kor. (Tae) banyak paramilta kyŏng; jap. (Dai)hannya haramita kyō; wiet. Dai) Bát-nhã-ba-la-mật-đa kinh; tyb. Shes.rab.kji.p'a.rol.tu.p'yin.pa'i.mdo; pol. Sutra wielkiej mądrości prowadzącej na drugi brzeg) – jeden z najważniejszych mahajanistycznych tekstów buddyjskich.

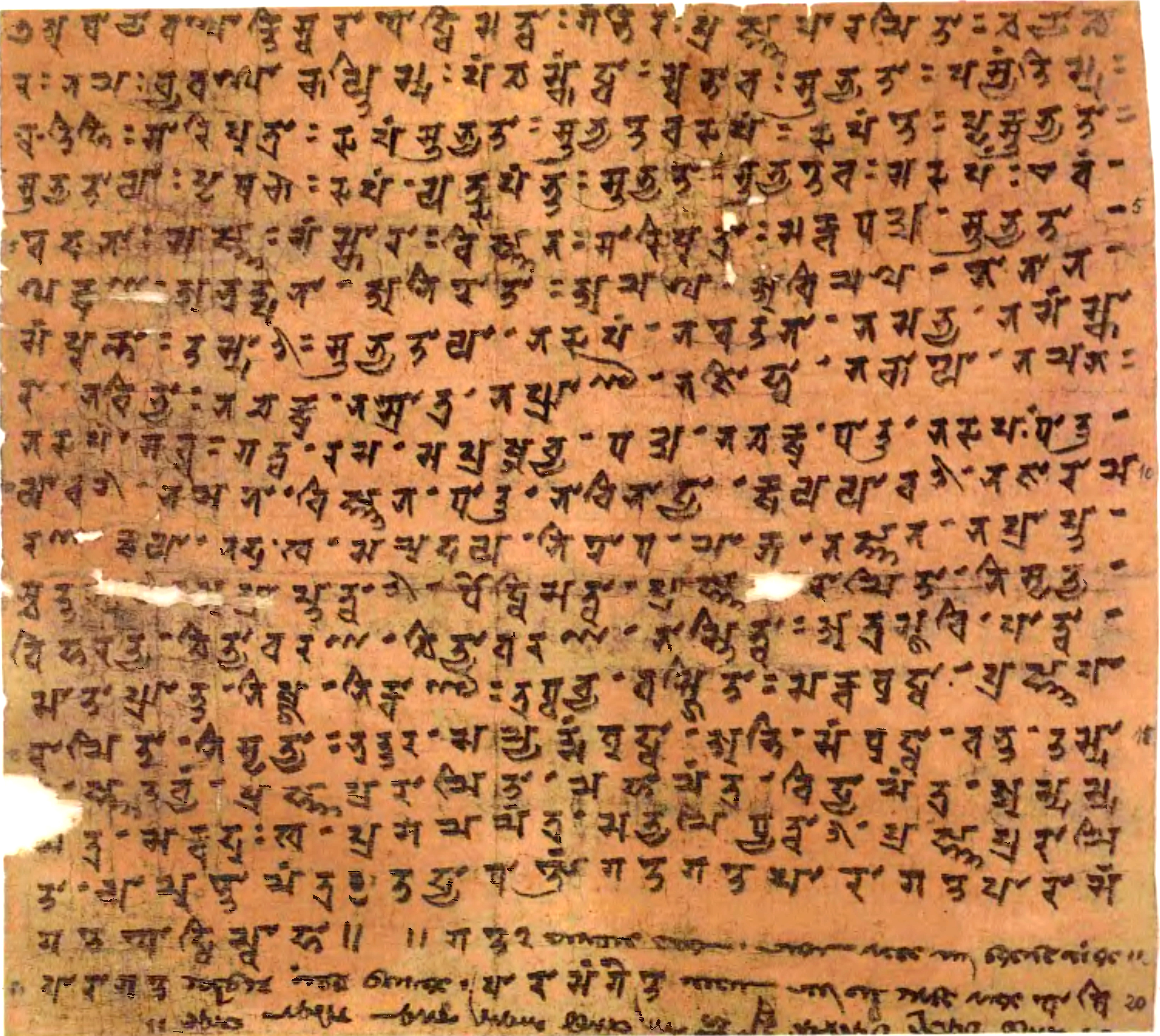
Prajñāpāramitā Hṛdaya Sūtra

## Tematyka
Ze względu na rozmiary tej sutry i pewne jej cechy, można ją uważać za zbiór tekstów połączony w jedną całość.
W traktatach MPPS została wyłożona doktryna pustki (sans. śūnyata). Wraz z tym rozpoczęła się całkowicie nowa faza buddyzmu. MPPS zrewolucjonizowała buddyzm we wszystkich aspektach jego filozofii i religii właśnie przez podstawowe pojęcie śūnyaty. Osiągnięta w niej została dojrzałość i krytycyzm. Krytycyzm narodził się wraz z buddyzmem. Jednak wczesny buddyzm był na wpół krytyczny: odrzucał rzeczywistość substancji – duszę (pudgala-nairātmya), ale dogmatycznie popierał rzeczywistość dharm, oddzielnych elementów. Ta nowa faza buddyzmu odrzuciła również i rzeczywistość tych elementów (dharma-nairātmya). MPPS jest tekstem, który rości sobie prawo do objaśniania głębszych, całkowitych czy też ostatecznych nauk Buddy. Czternaście avyakrta (niewyrażalne) czyli tematów, na które Budda nie odpowiadał, otrzymało tu swą niezwykle znaczącą interpretację.
Traktaty MPPS odegrały olbrzymią rolę w kształtowaniu się doktryny pustki-śūnyaty u madhyamików oraz mahajany.
Ogólnym jednak celem całości sutry jest ukazanie ideału bodhisatwy w odniesieniu do prajñi, traktowanej nie jako abstrakcja, lecz jako połączenie absolutu i względności. Mówi więc ona o doskonałości poznania, która ze wszystkich doskonałości (pāramitā) ma największe znaczenie. Funkcją traktatów jest wytworzenie świadomości tego, że wszystkie doskonałości, medytacje, ekstazy, owoce chwalebnych czynów są jedynie środkami pomocniczymi, które Budda ujawnił, aby pomóc żywym istotom w osiągnięciu ideału. Doskonałość poznania chronić ma niejako bodhisatwę przed zgubnymi skutkami chwytania się różnych idei i pojęć. 
Sutrę tę studiowali z wielką uwagą Nāgārjuna i Asanga – twórcy systemów mādhyamiki i yogacary.

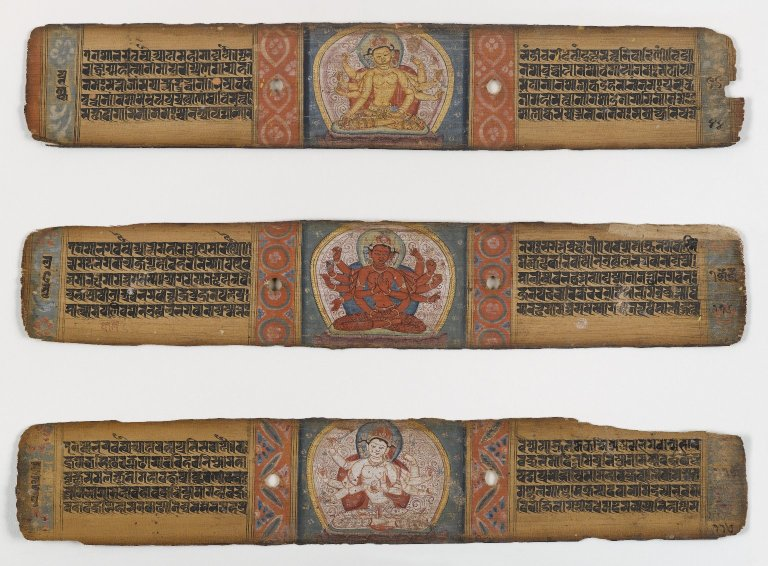
Aṭasāhasrikā na liściach palmowych

## Tłumaczenia
Różne części tej sutry były tłumaczone na język chiński przez Kumarajivę i innych tłumaczy. Pierwszy przekład liczył zaledwie 8000 wersów, a cała sutra liczy przecież ponad 150,000 wersów. Kumarajiva przetłumaczył dwa rozdziały sutry, które wydano oddzielnie jako tzw. długi rozdział (dabin jing) i trzykrotnie krótszy tzw. krótki rozdział (xiaobin jing), przy czym oba stanowiły około 1/15 całości.
Za najstarszy i podstawowy tekst MPPS uchodzi Aṣṭasāhasrikā (nazwy części sutry pochodzą od ilości wersów), od którego rozpoczęło się rozwijanie i skracanie; rozszerzanie do Śatasāhasrikā i Pañcavimśatisāhasrikā, a skracanie do Saptaśatikā, Adhyardhaśatikā itd. aż do najkrótszej, słynnej (Maha)Prajñāpāramitāhṛdaya Sūtra (Sutry Serca).
Oto teksty sutry, które zostały wydane na Zachodzie.  T – numer katalogowy tekstu w Taishō shinshū daizōkyō, Tokio 1924-1934; K – numer katalogowy tekstu w The Korean Buddhist Canon: a Descriptive Catalogue, pod red. Lewisa R. Lancastera, Berkeley 1979 r. 
- 1. Śatasāhasrikā: 100,000 wersów, 12 woluminów, wyd. Bibliotheca Indica (1902–1913). Na język tybetański została przetłumaczona w IX w. przez Jinamitrę i Surenrabodhiego oraz Tybetańczyka Ye.še.sde.

T 220 (1); K 1(1).
- 2. Pañcavimśatisāhasrikā: 25,000 wersów, 3 woluminy, wyd. przez dr. N. Dutta w Calcuta Oriental Series, 1934 r. Oryginał sanskrycki został zagubiony i przetrwał w języku tybetańskim.

T 220 (2); K 1(2).
- 3. Aṣṭādaśasāhasrikā: 18,000 wersów, 3 woluminy, wyd. przez Bidyabinoda (1927), Stena Konowa w Memoirs of the Arch. Survey of India nr 32 i 69 (1942).

T 220(3); K 1(3).
- 4. Daśasāhasrikā: 1 wolumin, zagubiona w oryginale, przetrwała w tłumaczeniu tybetańskim (tłumacze jak w p.1). I i II rozdział zostały zrekonstruowane z j. tybetańskiego przez S. Konowa (Oslo 1941 r.).

T 220(6); K 1(6). 
- 5. Aṣṭasāhasrikā: 1 wolumin, cały tekst został wydany przez R. Mitrę w Bibliotheca Indica w 1888 r. Była pierwszym tłumaczeniem sutry mahajany na j. chiński: Lokakṣema w 179 r. Jest szczególnie ceniona w Tybecie.

T 220(4)(5); K 1(4)(5). Tłum. Dharmapriya i Zhu Fonian w 382 r. T 226; K 5. Tłum. Lokakṣema w 179 r. w Luoyangu T 224; K 6. Tłum. Kumaradżiwa T 227; K 7. Tłum. Zhiqian w latach 223–253 w Liangzhou T 225; K 9.
- 6. Ratnaguṇasañcaya gāthā: jest to streszczenie istoty Aṣţasāhasriki w 300 wersach! Wyd. przez Obermiller w Bibl. Indica (1937)

T 229; T 1200. Tłum. Faxian w 991 r.
- 7. Suvikrāntivikramiparipṛcchā lub Sārdhadvisāhasrikā: pierwsze dwa rozdziały zostały wydane przez Matsumoto (I rozdz. w Bonn – 1932; II rodz. w Kahle Studien – 1935).

T 220(16); K 1(16). Tłum. Upaśūnya w 565 r. w Yangzhou T 231; K 8.
- 8. Mañjuśri parivarta lub Saptaśatikā: wydana przez Tucciego w Mem.d.R.Acc.N.dei Lincei, vol. XVII, Rzym 1923. I część wydał J. Masuda w Taisho Uni. Journal, Tokyo 1930.

T 220(7); K 1(7). Tłum. Mandrasena w 503 r. T 232; K 10. Tłum. Sanghabhara pomiędzy 506 a 520 r. w klasztorze Zhengguan w Luoyangu T 233; K 11.
- 9. Vajracchedikā (tzw. Sutra Diamentowa: wyd. przez M. Müllera, Oxford 1881.

T 220(9); K 1(9). Tłum. Kumaradżiwa  w 401 r. w Ogrodzie Xiaoyao w Chang’anie T 235; K 113. Tłum. Bodhiruci w 509 r. w Luoyangu T 236; K 14. Tłum. Paramārtha pomiędzy 558 a 569 r. w klasztorze Zhizhi w Guangzhou T 237; K 15. Tłum. Xuanzang w latach 650–655 w klasztorze Daci’en w Xijing T 220(9); K 16. Tłum. Yijing w 703 r. w klasztorze Ximing T 239; K 17. 
- 10. Adhyardhaśātikā: wyd. przez E. Leumanna (Zur norddarischen Sprache und Literatur, Strassburg 1912) oraz przez Izumiego, Toganoo i Wohigarę, Kioto 1917.

T 220(10); K 1(10). Tłum. Bodhiruci w 693 r. w klasztorze Dazhoudong w Dongdu T 240; K 18.
- 11. Prajñāpāramitāhṛdaya Sūtra (tzw. Sutra Serca): tłumaczona przez wielu uczonych: M. Müllera (Oxford 1912), Shaku Hannyę (w Eastern Buddhist, 1922–1923), D.T. Suzukiego (w Essays in Zen Buddhism, 1934), dr. E. Conze'a (w JRAS, 1948) itd.

Tłum. Xuanzang w 649 r. w pałacu Cuiwei na górze Zhongnan T 251; K 20. Tłum. Kumaradżiwa pomiędzy latami 402 a 412 T 250; K 21.
Pozostałe części sutry:
- 12. Devarājapravara

T 220(6); K 1(6)
- 13. Nāgaśrīparipṛcchā

T 220(8); 1(8). Tłum. Xianggong pomiędzy 420 a 479 r. w prefekturze Hanhai T 234; K 12.
- 14. Pañcapāramitānirdeśa

T 220(11); K 1(11) (Bushi boluomiduo fen). T 220(12); K 1(12) (Jingjie boluomiduo fen). T 220(13); K 1(13) (Anren boluomiduo fen). T 220(14); K 1(14) (Jingjin boluomiduo fen). T 220(15); K 1(15) (Jinglu boluomiduo fen).
- 15. Renwang banruoboluomi jing

Tłum. Kumaradżiwa w latach 402–409 w Ogrodzie Xiaoyao w Chang’anie T 245; K 19 
Sutra MMPS w katalogu Taisho znajduje się pod numerem 220, a w katalogu kanonu koreańskiego pod numerem 1.

## Literatura
- Edward Conze: Buddhist Thought in India. The University of Michigan Press. Ann Arbor, 1970 ISBN 0-472-06129-1
- David J. Kalupahana.A History of Buddhist Philosophy. Continuities and Discontinuities. University of Hawaii. Honolulu, 1992 ISBN 0-8248-1384-7
- Richard H. Robinson. Early Mādhyamika in India and China. Samuel Weiser, Inc. Nowy Jork, 1978 ISBN 0-87728-433-4
- David Snellgrove. Indo-Tibetan Buddhism. Shambala. Boston, 1987. ISBN 0-87773-311-2 (tom I); ISBN 0-87773-379-1 (tom 2)
- Paul Williams. Mahayana Buddhism. The Doctrinal Foundations. Routledge. Londyn i Nowy Jork, 1989. ISBN 0-415-02537-0
- Sangharakshita. A Survey of Buddhism. Tharpa Publications. Londyn, 1987. ISBN 0-948006-01-3
- Red. Lewis R. Lancaster i Sung-bae Park. The Korean Buddhist Canon: A Descriptive Catalogue. University of California Press. Berkeley, 1979 ISBN 0-520-03159-8